# Schulen
Schulen is een deelgemeente van Herk-de-Stad in de Belgische provincie Limburg. Schulen is gelegen aan de Demer, de Herk en het Schulensmeer . In 1971 werd de gemeente Berbroek toegevoegd aan Schulen, dat op 1 januari 1977 in zijn geheel werd opgenomen bij Herk-de-Stad. Voor deze toevoeging had Schulen het postnummer 3912. Schulen (met Berbroek) had toen een oppervlakte van 16,88 km² en telde 3544 inwoners.

## Toponymie
Schulen werd voor het eerst vermeld in 1107 als Sconelo (Germaans Scauni of schoon, en lauki of bosje op hoge zandgrond).

## Geschiedenis
Op het grondgebied van Schulen zijn vondsten gemeld uit het neolithicum en uit de Romeinse tijd. In de Middeleeuwen maakte Schulen deel uit van de vrije heerlijkheid Lummen. De historische kern is een driehoekig pleintje aan de Sint-Jansstraat, doch door de verplaatsing van de kerk in 1937 naar het noorden, kwam er bebouwing langs de Kerkstraat en groeide het dorp verder in oostelijke en noordelijke richting.

## Demografische ontwikkeling
- Bronnen:NIS, Opm:1831 tot en met 1970=volkstellingen; 1976 = inwoneraantal op 31 december
- 1976*: Inclusief Berbroek aangehecht op 1 januari 1971

## Politiek
Zie ook: Lijst van burgemeesters van Schulen.

## Bezienswaardigheden

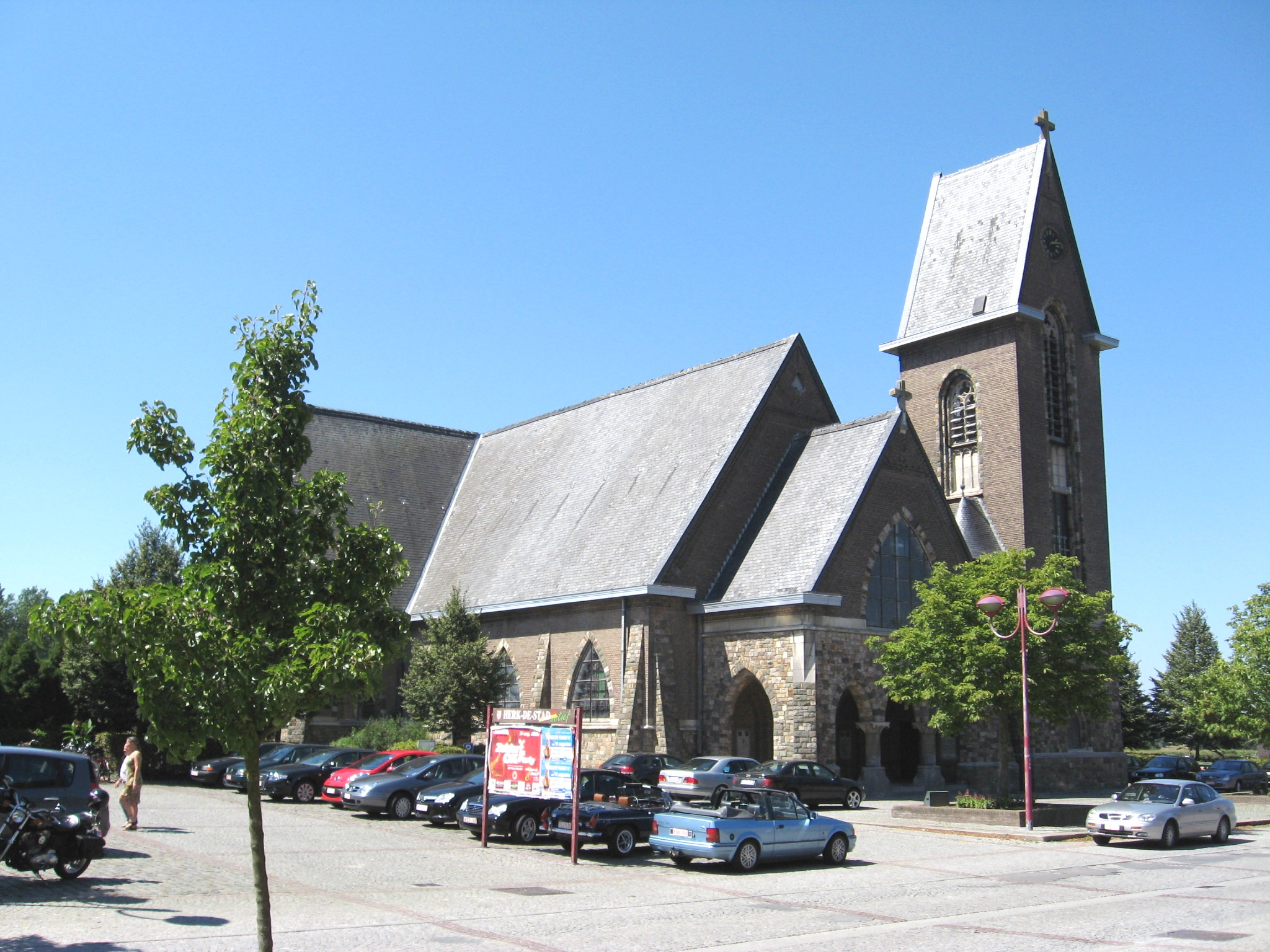
De Sint-Jan Baptistkerk

- Sint-Janstoren, een laatgotisch overblijfsel van de voormalige kerk,
- Sint-Jan Baptistkerk, een bouwwerk in moderne gotiek van 1938,
- Kasteel Gasterbos, een kasteelachtig landhuis met hoeve in Maaslandse neorenaissancestijl,
- Grote Molen (Schulen), een watermolen op de Demer, voornamelijk op het grondgebied van de gemeente Lummen gelegen.
- De Galgenmolen, die van 1851-1954 in Schulen heeft gestaan, bevindt zich tegenwoordig in het Openluchtmuseum Bokrijk.

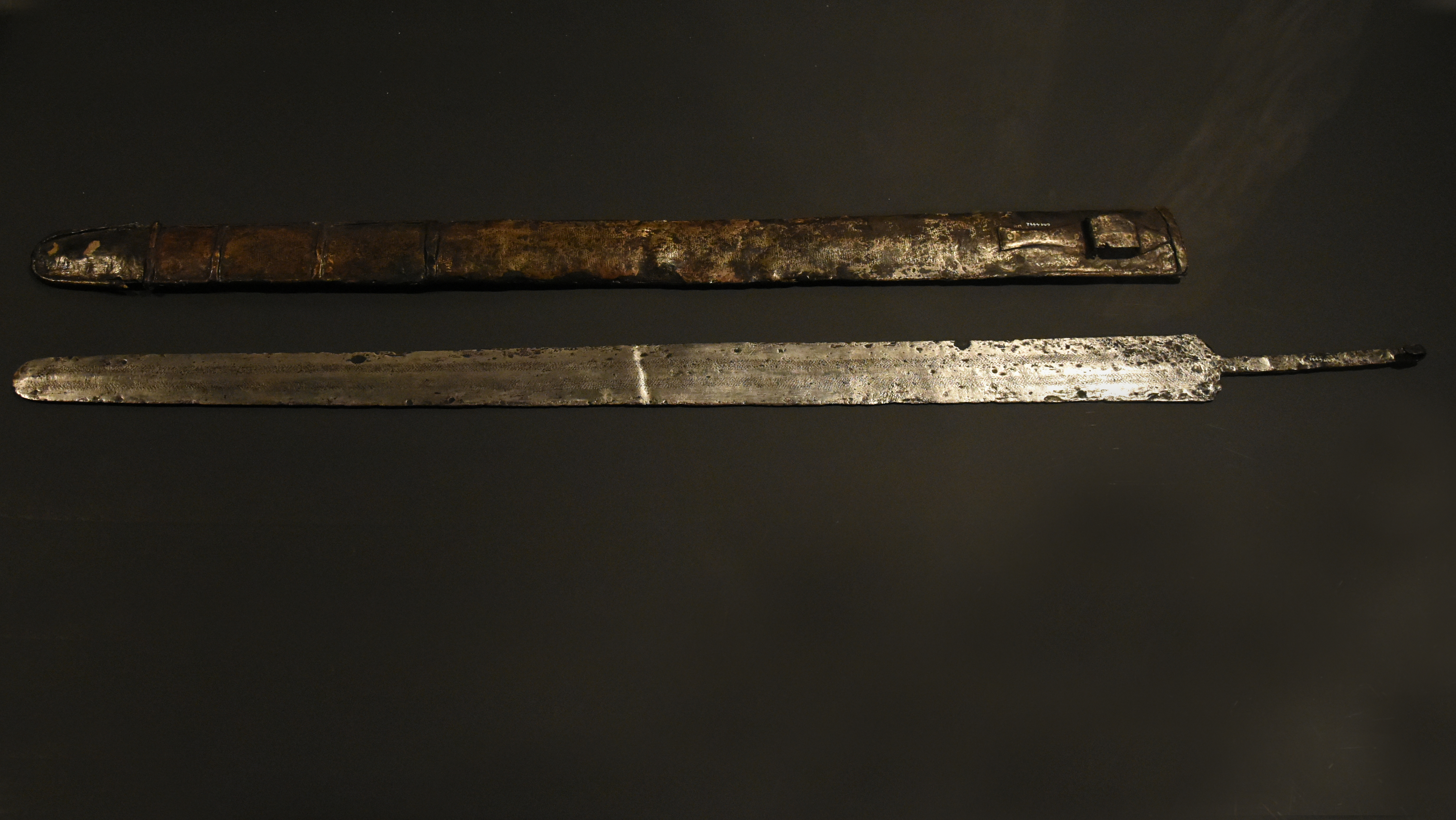
IJzeren zwaard (50-10 v.Chr.), gevonden in Schulen - Gallo-Romeins Museum (Tongeren)

## Natuur en landschap
Schulen ligt op een zandige vlakte tussen de beddingen van de Herk en de Demer. Ten noorden van Schulen bevindt zich, op het grondgebied van Lummen, het domein en Kasteel van Loye. De hoogte varieert tussen 18 en 27 meter.
Bij de aanleg van de E314 Aken-Leuven in de jaren 70 van de 20e eeuw, werd in Schulen een grote hoeveelheid aanvulgrond uitgegraven. Zo ontstond het Schulensmeer, nu een watersportrecreatiegebied. Het sluit aan bij het Schulensbroek, een laaggelegen beschermd natuur- en weidegebied dat er al was aan de oevers van de Demer. Deze gebieden bevinden zich ten westen van Schulen.

## Bekende inwoners
- Henricus Ballet (1901 - 1974), arts en politicus
- Raoul Chanet (1935 - 2017), kunstschilder

Deelgemeenten: Berbroek · Donk · Herk-de-Stad · Schulen

Dorpen: Schakkebroek

Belgische gemeenten · Arrondissement Hasselt · Limburg · Vlaanderen